# Історія солевидобутку у Південній Слобожанщині
Історія солевидобутку у Південній Слобожанщині

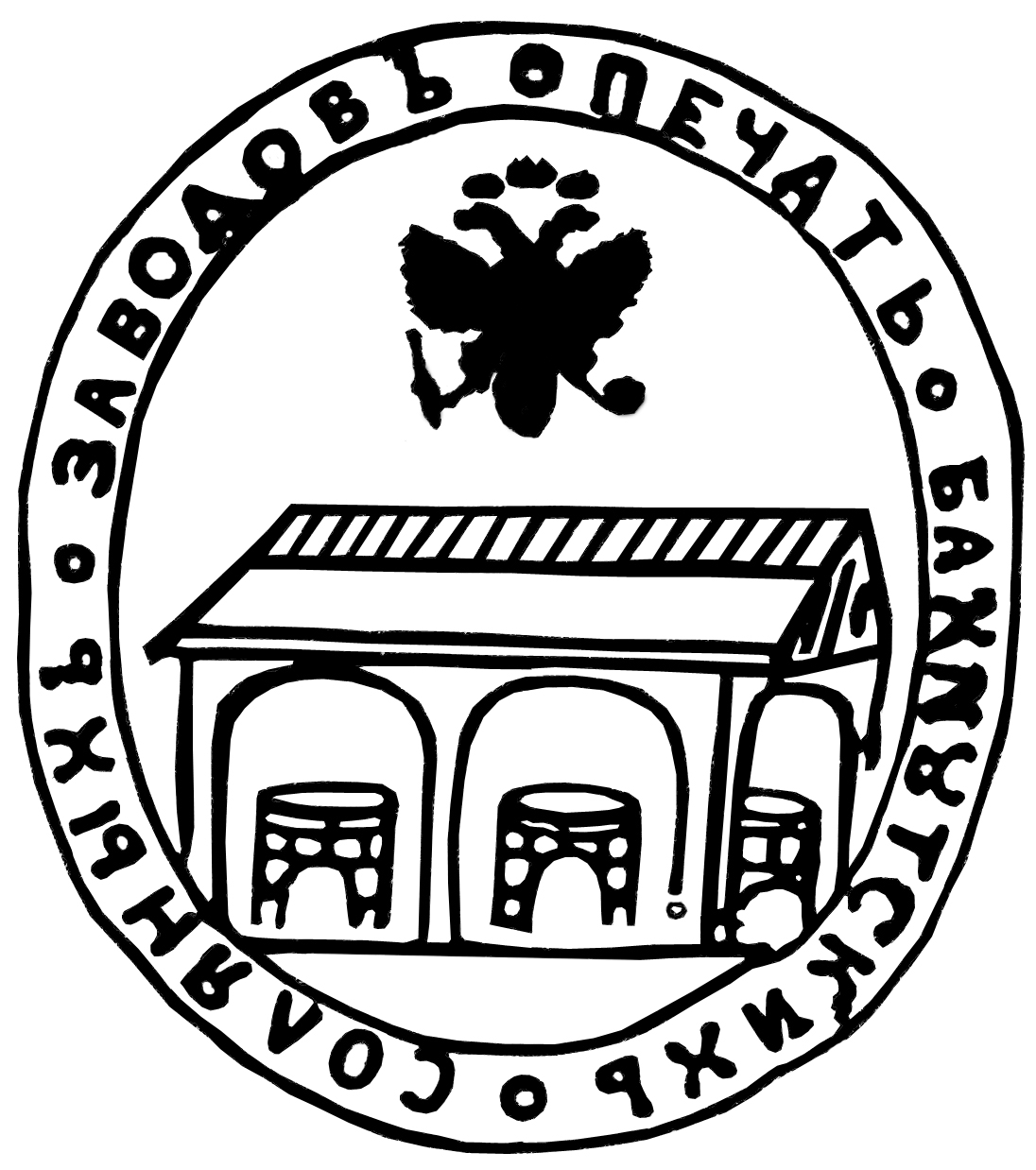
Печатка Бахмутських солепромислів. 18 ст.

## Початки солеваріння у Південній Слобожанщині
Перші письмові згадки про Торські соляні озера датуються 60-70-ми роками XVI ст. У «Розрядній книзі 1475—1598 рр.» станичним головам пропонувалося року 1571 «стояти на Дінці, при соляних озерах». Всі свідчення «Книги, глаголемой Большой чертеж» (1627 р.) про Торські соляні озера, стосуються кінця XVI ст. (В.О.Пірко та ін.). 
Українські історики Д.Багалій та А.Слюсарський вважали, що початок організованого солеваріння на Торі слід датувати 1599-1600 роками. 
У актах Московської держави зустрічаємо дізнання в канцелярії Розряду (Військового відомства) сина рильського пушкаря А.Васильєва, який переповідає, що 1619 р. він з білгородцем Опашком Маденовим був на Сіверському Дінці з метою «варити сіль і для звіриного бою, і для меду» Цікаво, що А.Васильєву судилося за короткий час побувати у різних країнах — був у полоні у татар, потім із українськими чумаками пішов до литовського міста Голтви, звідти — до Києва, потім подорожував на Тор, був у Святогірському монастирі. За ці подорожі після повернення у Московську державу він і потрапив на дізнання до Військового відомства.
Письмово зафіксовано розповідь мешканця містечка Валуйок Поминка Котельникова: «…нині на тих озерах із Білгорода, і з Валуйок, і з Оскола, і з Єльця, і Курська, і з Лівен, і з Воронежа охочі люди щорік варять сіль, а від татар роблять укріплення. І він, Поминко, минулого 133 (тобто 1625 р.) біля озер був і сіль для себе варив».
Отже, вже на межі XVI-XVII ст. влітку на Тор приїздили жителі сіл Слобідської і Лівобережної України для промислу солі шляхом її виварки.

## Локалізація солеварень
Наявні історичні джерела свідчать, що постійне солеваріння на Торських соляних озерах, — що на Слобожанщині, в межах сучасного міста Слов’янськ, — можна віднести до кінця XVI ст. Поступово навколо озер почали створюватися постійні солеварні, будувалися хати й остроги для охорони населення, солеварень та соляних обозів. У 1645 р. заснована фортеця Тор, яку у народі називали Соляним містечком. З цього часу почалося спорудження казенних солеварень, які давали до 10 тис. пудів солі на рік. Напади татар (особливо 1697, коли були зруйновані торські соляні варниці), зловживання «приказних людей», низька концентрація солі у Торських озерах, а також голод 1699 р. і чума 1701 р. обумовили практичне призупинення солеваріння на Торі. Відродження його відбувається в основному у 1710-1715 рр. шляхом цікавого економічного експерименту: була впроваджена добова оренда казенних випарювальних сковорід. При цьому мито та інші податки вже не сплачувалися. У 1683 р. сухарівські козаки виявили якіснішу сировину для солевидобутку — колодязну ропу поблизу р. Бахмут (сьогодні через обміління — р. Бахмутка). Співвідношення води і солі у колодязній ропі Бахмуту становило 7:2 проти 14:1 на Торі. У зв’язку з вказаними факторами виробництво солі почало активно розвиватися на Бахмуті.

## Техніка та технологія солеваріння
Донецькі історики В.О. Пірко та М.В. Литвиновська відстежують два основних етапи: перший — з кінця XVI до початку XVIII ст., коли приїжджі чумаки, а з 60-х рр. XVII ст. і казенні робітники виварювали сіль у невеликих казанах; другий — з початку XVIII ст. і до 1782 р., коли солеварні заводи на Торі і в Бахмуті перетворилися у казенну мануфактуру і на них випарювали сіль у великих сковородах. 
Уявлення про техніку і технологію солеваріння на першому етапі дає опис С. Титова від 1665 р.: «На Торських озерах для виварки солі казною збудовані три курені з очищених колод, криті луб’ям. У довжину ті курені 46 сажнів, у ширину — по З сажні. В тих куренях 15 печей худих, 25 печей добрих, а в тих печах вмазані 20 казанів, 20 казанів з печей вийняті. І всі ті казани худі, у багатьох місцях погоріли і полагоджені… У тих куренях 40 корит великих і малих, стільки ж і садівниць, козубів з кори дерев, якими з казанів сіль вибирають, 4 цеберки, 2 черпала… На Торських же озерах побудовані дві комори з соснового лісу, криті луб’ям, у них зберігають казенну сіль». Комори мали розмір 1,5 х 3,5 сажнів.
У куренях викопували в землі ями, стінки яких оббивали кіллям і вимащували глиною. Ці ями і виконували функції печей, над якими встановлювалися казани, що наповнювалися соляною ропою з озер. Паливом для виварки солі служили дрова (поблизу були Маяцький та Теплинський ліс). У залежності від погоди і якості дров випарювання одного казана тривало протягом 1-1,5 доби. Кожен казан давав 10-12 пудів солі. За літо на промислах у 60-70-х рр. XVII ст. вироблялося до 600 тис. пудів солі.
Багаторічний досвід показав, що найбільш економним є такий спосіб виварювання, коли воду поступово доливають у казан, а форма казана повинна максимально наближатися до корита чи сковороди. Тому наступним кроком у вдосконаленні техніки і технології було саме застосування сковорід, які мали чотирикутну форму, в довжину досягали 2,5 сажнів, а в ширину — 2 сажні9. Сковороди робилися кованими і виготовлялися на місці з листового заліза, що доставлялося з Тули. Площа сковороди становила 4,5 м², глибина — більше 0,3 м. На виготовлення однієї сковороди на підставі звітів Бахмутського заводу за 1754-1763 рр. витрачали від 59 до 91 листів заліза вагою від 45 до 57 пудів. 
Найбільш суттєво вплинули на техніку і технологію українського солеваріння нововведення члена Петербурзької Академії наук Г.Ф. Юнкера, який у 1737 р. був призначений наглядачем Бахмутських і Торських соляних заводів. З вересня 1737 р. по квітень 1740 р. він вивчав досвід солеваріння у Німеччині, зокрема був у Фрайберзі, де зустрівся з групою студентів, серед яких був М.Ломоносов. З цього часу Г. Юнкер залучав М. Ломоносова до перекладів, фахових підрахунків і описів тощо. Г. Юнкер розробив план перебудови заводів на Торі й Бахмуті. 
Основна увага приділялася Торським промислам. Планувалося побудувати удосконалені варниці, спочатку на 48 сковородах, і виварювати в них близько 1,2 млн пудів солі на рік. Це дозволило б довести загальне виробництво солі на Торських і Бахмутських заводах до 2 млн пудів на рік, щоб задовольнити потреби у солі населення провінцій між Дніпром і Доном. Бахмутські заводи планувалося перенести на берег Сіверського Дінця, по якому передбачалося сплавляти ліс, а ропу з Бахмута доставляти по трубопроводу. Труби сподівалися виготовити з чавуну, виплавленого з місцевих руд.
Другий, якісно вищий етап застосування техніки і технології солеваріння (з початку XVIII ст.) описаний академіком Й.А. Гільденштедтом (1774 р.). Соляні варниці (цехи) в Торі мали на той час 40 м у довжину і понад 8,5 м у ширину. Висота стін становила близько 2,5 м, а висота даху — близько 3 м. У торцях даху знаходилися прорізи приблизно 0,4 м у ширину для виходу диму і парів. Всередині варниці, уздовж подовжньої стіни на відстані 2 м розташовувалися 6 круглих печей, діаметром понад 4 м. Уздовж подовжньої відкритої стіни проти кожної печі знаходилися ями, верхня частина отвору яких становила більше 3 м², близько 1,8 м завглибшки. У яму відкривалися дверцята печей, під якими знаходився зольник. Ґрати над зольником були виготовлені з цегли. Висота печі досягала 1,5 м, але над долівкою варниці вона виступала приблизно на 45 см, решта була заглиблена в землю. Над піччю підвішувалася до поперечних балок варниці сковорода. Сам процес солеваріння, за версією В.О.Пірка, проходив так: «Виварка солі розпочиналася з розпалювання печі і підігрівання сковороди. Нагріту сковороду наповнювали поступово соляною ропою, підігріваючи її до утворення кристалів. Це займало половину часу, необхідного на випарку ропи. З утворенням кристалів припиняли наповнення сковороди ропою, продовжуючи виварку на меншому уже вогні. Під час кипіння ропи на дно сковороди клали чотирикутні залізні сковорідки — машотки, завбільшки 0,9 м², глибиною до 3 см. У центрі такої сковорідки знаходився вертикальний стержень для її установки. У ці сковорідки під час першої половини варіння осідали вапнякові і піщані домішки. Цей осад називався глеєм і викидався або використовувався для відгодівлі тварин. Після 6-ти годинного в Бахмуті і 12-ти годинного варіння в Торі сіль вибирали зі сковороди і зсипали в садівниці, де вона утримувалася доти, поки не стікав залишок ропи (фактично до закінчення наступної виварки). Ропа, що залишилася в сковороді після зняття солі, випарювалася до кінця. З неї одержували так звану гаманну сіль. З однієї сковороди за добу її набиралося до 7-10 пудів. До отвору садівниці над бочкою (старушницею) підвішували мочалку або звичайну ганчірку, на яку осідала чиста і дрібна сіль, що називалася баренцевою.» 
Що стосується забору ропи, то він здійснювався біля р. Бахмут у спеціально збудованих 5-ти колодязях, між якими були прокладені труби і жолоби для гідротранспорту ропи. Почали використовувати насоси («наливні машини») для відкачки розсолу. Інфраструктура солепромислу включала склади для солі, вугілля, сковорідного заліза, інструменту, майстерні, шляхи сполучення. За описом 1767 р. серед інструменту згадуються: бур для свердління каміння понад 9 м завдовжки, 14 інших бурів, у тому числі два великих, для свердління колодязів, вагою по 2 пуди 30 фунтів, інші маленькі для свердління насосних дерев’яних труб. При Торському заводі знаходився «воловий двір», що складався з двох хлівів для волів. 
Таким чином, процес вдосконалення солевидобування на Донбасі привів до того, що у XVIII ст. соляні помисли являли собою мануфактури з сучасною на той час технікою та європейською технологією.

## Продуктивність солеварень
Динаміка солевидобування на Бахмутських та Торських промислах показана у таблиці.
З 1874 р., з використанням вугілля як палива, нової техніки (бурового обладнання, парових машин, випарювальних та сушильних агрегатів), а також геологічних досягнень у пошуках концентрованих соляних розчинів, було розпочато індустріальне виробництво кухонної солі. Найбільший завод купця І.П. Скараманга в Бахмуті (зараз місто Артемівськ) виварював до 1,9 млн пудів солі на рік.

## Робітничі і керівні кадри солеварень
На перших етапах солеваріння його виконували просто охочі селяни з різних місць (в основному між Доном і Дніпром). Так В.О.Пірко зазначає, що у 1664-1665 рр. в збудованих біля озер «куренях» приїжджих солеварів з Цареборисова, Чугуєва, Салтова, Нового Осколу, Усерда, Рибінська, Сум, Харкова, Землянська, Рузи, Зінькова, Грунська, Змієва, Лебедина, Охтирки, Колонтаєва, Котельви, Брянська, Богацька, Боровеньки, Олешні, Полтави в 323 котлах виварювали сіль 648 чумаків та їхніх робітних людей, а 95 котлів стояли пустими. Якщо взяти до уваги, що кожен з 648 чумаків вивіз з Тору лише по 60 пудів солі, що помістилися на одній двоволовій мажі, то разом вони наварили за літо близько 39 тис. пудів солі.
З плином часу солеварне ремесло все більше потребувало кваліфікованої праці, що спричиняє успадкування самої професії «солевар». За списком 1765 р., справжніх солеварів на промислах було 235 із загального числа 1041 осіб, що числилися в солеварній команді. Розрізняли власне солеварів та помічників солеварів. Виникають також «солепромисловці». Керівництво всіма промислами трималося під контролем уряду і здійснювалося кваліфікованими фахівцями (приклад — академік Г. Юнкер).

## Історія геологічних пошуків (XIX ст.)
Попри те, що сіль у Донбасі виварювали з давніх часів, навіть на початку XIX ст. ніхто не міг відповісти, як вона тут виникла і звідки з’явилася в озерах.
У 1803 р. при спорудженні гірничої виробки під Луганським каналом (верхів’я річки Лугань) вперше була знайдена мінеральна сіль. Маркшейдер Чернявський повідомив про це берг-колегію й директора Луганського ливарного заводу К. Гаскойна. Дослідження зразків у Гірничому корпусі підтвердили знаходження кам’яної солі, але чиновники берг-колегії з невідомих причин «поховали» це відкриття в своїх архівах.
У 1818 р. гірничий інженер Є.П. Ковалевський провів дослідження Бахмутських і Слов’янських соляних джерел, в т.ч. за допомогою геологічних свердловин. За описом Є.П. Ковалевського, всі свердловини мали «однаковий ґрунт: під шаром наносу лежить глина, яка переходить на глибині в тальк і, нарешті, розірвані пласти зруйнованого гіпсу… Немає сумніву, що шар гіпсу поширюється далі в глибину, причому головне соляне джерело повинно знаходитися під ним… Чи можливо такі важливі ознаки, що дають надію на відкриття в цих місцях кам’яної солі, залишити без уваги?».
Розроблений Ковалевським план проведення геологічних розвідок Донецького кряжу започаткував його наукове вивчення й став базою пошуку різноманітних корисних копалин. Подальші дослідження, проведені Гірничою радою Луганського заводу (розвідки О.Б. Іваницького та К.І. Томілова), з’ясували, що в будові Бахмутської улоговини беруть участь делювіальні* глини, кам’яновугільна формація, червоні пісковики, кейпери та крейдяні відклади.
Значним кроком до відкриття кам’яної солі стали результати геологічних розвідок О.П. Карпинського, які проводилися за маршрутом будівництва залізниці між Харковом та Таганрогом (1869 — 1870 рр.). За думкою вченого, кам’яна сіль могла знаходитися тільки в пермських відкладах, ознаками яких у цьому випадку виступають такі супутники солі як гіпси. Для з’ясування цього припущення в Бахмуті під керівництвом видатного геолога О.В. Гурова були закладені пошукові свердловини, проведення яких фінансував таганрозький купець І.П. Скараманг. У 1871 р. свердловини потрапили на пласти кам’яної солі (перший пласт на глибині 104 м, другий — 146 м), причому досягти підошви другого пласта не вдалося, незважаючи на заглиблення свердловини в нього на 19 м. Дослідженнями також були виявлені два горизонти підземних вод. Перший — це горизонт пливунів і водонасичених кварцових пісків (глибина близько 15 м, вода має солонуватий смак). Другий — це горизонт гіпсу й ангідриту верхнього ярусу пермської системи (глибина приблизно 103 м). Вода тут являє собою розсіл (22о Боме), що підіймається угору. Таким чином, була підтверджена гіпотеза Є.П. Ковалевського про наявність у Донбасі покладів кам’яної солі й перенесення її розчинів у джерела й озера.
Сучасні дані свідчать, що Артемівське родовище утворилося 200-270 млн років тому внаслідок кристалізації й осадження солі в т.з. Східно-Європейському (Пермському) морі, яке відділилось від давнього океану Тетіса й опинилось у зоні особливо жаркого клімату. Витягнута на захід морська затока, яка вкривала сучасний Донбас, часто пересихала й знову наповнювалася водою, що зумовило формування характерної шаруватої текстури соляних пластів.
Приблизна площа Артемівського родовища становить 45 км², а разом з покладами слов’янської групи — близько 100 км². Максимальна глибина покладів сягає 450 м. У їх склад входять 19 пластів кам’яної солі різної потужності (максимальну товщину має Брянцевський пласт — 44 м).

## Перша соляна шахта
У 1876 р. поблизу села Брянцевка, на правому березі ріки Мокра Плотва, гірничим інженером І. Г. Шановим було розпочато буріння свердловини, яка досягла глибини 292 м й перетнула 9 соляних пластів, серед яких був 40-метровий пласт, названий пізніше Брянцевським. Виявлені величезні запаси солі сприяли будівництву першої соляної шахти, яка була закладена в 1879 р. приватною промисловою компанією М.І. Летуновського. Ствол був розташований за 170 м на північний захід від «урядової» геологічної свердловини. У 1881 р. Брянцевська копальня (зараз рудник № 1-3 ВО «Артемсіль», м.Соледар) була введена в експлуатацію, причому вже за перші 4 місяці роботи вона видала понад 4 тис. тонн солі.
Робочий горизонт був розташований на глибині 121 м від поверхні й розробляв спочатку тільки верхню частину пласта. Шахта мала лише один ствол діаметром 3,6 м, який у верхній частині мав муроване водостійке кріплення з тесаного пісковику товщиною 36 см. Вінець мурованого кріплення розміщувався на глибині 30 м у масиві твердого ангідриту. Нижче використовували дерев’яне кріплення. Від ствола йшли 2 штреки (довжиною 13 м, шириною — 3,5 м і висотою — 2,1 м), завдяки яким ствол поєднувався з двома головними паралельними галереями, що мали 13 м ширини й приблизно 250 м довжини. Подальшу розробку вели горизонтальними галереями, які розташовували перпендикулярно й паралельно головним, причому між ними для підтримання покрівлі формували опорні цілики 11 х 11 м. У залежності від нахилу пласта (в середньому близько 6о) висота галерей становила від 8,5 до 15 м, що зумовлено формуванням однакової товщини покрівлі.
Підготовчі роботи включали попередню проходку штреків висотою 2,1 м на всю ширину видобувної галереї, а очисні — стелеуступну розробку її покрівлі до заданої висоти. В обох випадках використовували буро-підривні роботи. Буріння вели за допомогою ручних машин системи Макдермота (вага близько 60 кг). Кожну машину обслуговували двоє гірників, які переносили її в місце розташування чергового шпура, встановлювали й шляхом ручного обертання бура вели буріння. Довжина шпурів становила від 0,9 до 1,4 м. Продуктивність праці двох шахтарів на одній машині зазвичай дорівнювала 30 — 35 м шпурів за одну зміну (10 годин). Як вибухова речовина використовувався звичайний чорний порох, склад якого пізніше дещо змінили (для запобігання забрудненню дрібної солі зменшили процентну кількість вуглецю).
Утворені в результаті вибухових робіт купи солі (дрібної та кускової) завантажували у вагонетки й по рейках транспортували до ствола. Вагонетки були особливої (наближеної до куба) форми і вміщували від 600 до 900 кг солі (в залежності від розміру соляних грудок). Відкатка виконувалась вручну, пізніше — за допомогою коней. Підйом вагонеток здійснювали кліттю. Для цього використовували 100-сильну підйомну парову машину, виготовлену в Кельні. 
Вентиляція здійснювалася за всмоктувальною схемою вентилятором Гібаля, який приводили в дію 10-сильною паровою машиною. Продуктивність вентилятора становила 405 м³ за хвилину. Він розташовувався назовні надшахтної будівлі в кам’яному «кожусі» та поєднувався трубою з повітряним герметичним відділенням ствола.
У 1885 р. на Брянцевській копальні працювало близько 800 робітників. Сіль вивозили головним чином у Польщу, Литву, на Кавказ. У цей час розробку родовища почала група ще з п’яти шахт, найбільшою з яких була «Нова Величка». У 1889 р. всі соляні шахти було продано французькому акційному товариству на чолі з президентом Самсе, яке проводило розробку солі до 1917 р.
У радянські часи рудник № 1 (Брянцевська шахта) поступово модернізувався, і завдяки сприятливим гірничо-геологічним умовам та винятково багатим покладам, став одним з лідерів солевидобутку в Європі. Без перебільшення можна стверджувати, що марка «Артемсолі» й сьогодні добре відома практично в кожній оселі України, у багатьох країнах світу.
Зараз стара частина рудника № 1-3 перетворена на підземний музей. Передусім, тут вражає підземна архітектура. «Соляна зала блискоче при світлі ламп, як льодовий палац. Засліплююча арктична краса. Сяюча полярна чистота» (за письменником М.Л. Слонимським). Особливу естетичність залам придає «геологічний декор» — т.з. річні кільця солеутворення, які формують на стінах камер своєрідний соляний орнамент.
Рідкісними знахідками є відклади органіки в соляному масиві, а також дорогоцінні кристали, що включають порожнини, заповнені повітрям, або рідиною. Їх унікальність зумовлена тим, що в порожнинах знаходиться справжня вода давнього Пермського моря, якій більше 200 млн років, а повітря — частка первісної атмосфери тих часів. Такий кристал неначе пов’язує нас з вічністю…
До музейного комплексу увійшла підземна церква, яка в добрих гірничих традиціях була споруджена ще за часів М.І. Летуновського. На жаль, після революції 1917 р., у дусі атеїстичних переутворень, у церкві була зроблена… стайня. Відродження храму здійснилось у 2001 р. завдяки вірі й наполегливій праці гірників рудника № 1. Величне видовище 16-метрового храмового склепіння, поверхня якого «розписана» природними соляними узорами, християнські ікони, церковний спів на глибині 120 м під землею створюють неповторну релігійну атмосферу, яку варто відчути.

## Старі соляні копальні сьогодні. Музеєфікація.
У підземних галереях рудника на глибині 288 м розташований спелеосанаторій «Соляна симфонія», у якому одночасно можуть перебувати 120 відпочиваючих. З 1993 р. тут лікують захворювання дихальних шляхів, хронічні бронхіти, астму. Пацієнти щоденно по 6 годин дихають соляним повітрям гірничих виробок, що забезпечує стійкий лікувальний ефект.
Давньою традицією є виступ у просторих камерах копальні музичних колективів. Ще у 1924 р. академічна капела України «Думка» дала тут свій перший «підземний» концерт. «Звуковий ефект був настільки сильним, що капела повинна була зробити маленьку перерву, щоб заспокоїтися і поділитися своїми враженнями. Робітники з маленькими ліхтариками оточили капелу, і на їх обличчях проглядало почуття гордості, що вся ця казкова зала і все навкруги зроблено ними, що тут, у цій залі, вони господарі» (зі спогадів очевидця).
Зараз на глибині 205 м створено «малий філармонічний зал»на 250 місць. Його довжина — 120 м, висота — 30 м. Музичним хазяїном залу є Донбаський (Луганський) симфонічний оркестр під керівництвом видатного австрійського диригента К. Шмідта й за участю всесвітньо відомої солістки Віденської опери, Народної артистки України В. Лук’янець. Мета проекту — сприяння розвитку туристичного бізнесу на Донеччині, залучення благодійних коштів.
Таким чином, найстарша копальня солі є сьогодні не тільки потужним виробником, а й музеєм солевидобутку, хранителем культурної спадщини й традицій гірників Донбасу.